# Elżbieta Zawadzka-Bartnik
Elżbieta Małgorzata Zawadzka-Bartnik (ur. 1943) – polska germanistka, glottodydaktyk, pedagog, emerytowany profesor zwyczajny Uniwersytetu Warszawskiego, profesor nauk humanistycznych.

## Życiorys
W latach 1961–1966 studiowała germanistykę na Uniwersytecie Warszawskim. Bezpośrednio po ukończeniu studiów podjęła pracę w Katedrze Germanistyki UW (od 1972 Instytut Germanistyki). Była pierwszym pracownikiem Zakładu Metodyki Nauczania Języka Niemieckiego i jego wieloletnim kierownikiem. Była także założycielką i pierwszym Dyrektorem Nauczycielskiego Kolegium Języka Niemieckiego działającego w strukturach UW, dla którego opracowała ramowy program studiów. W 1975 uzyskała stopień doktora nauk humanistycznych na podstawie rozprawy „Rola ćwiczeń wdrażających w procesie przyswajania planu semantycznego języka obcego”, której promotorem był prof. dr hab. Aleksander Szulc z Uniwersytetu Jagiellońskiego. W 1985 uzyskała stopień doktora habilitowanego na podstawie rozprawy „Percepcja audialna w kształceniu nauczycieli języków obcych”. W 1991 została mianowana na stanowisko profesora nadzwyczajnego a 16 listopada 2004 otrzymała tytuł naukowy profesora nauk humanistycznych. Pracowała na stanowisku profesora zwyczajnego w Wyższej Szkole Pedagogicznej Towarzystwa Wiedzy Powszechnej na Wydziale Nauk o Wychowaniu w Warszawie i w Instytucie Germanistyki na Wydziale Neofilologii Uniwersytetu Warszawskiego. Wypromowała 9 doktorów, z których 3 uzyskało stopień doktora habilitowanego. Z Instytutem Germanistyki UW była związana zawodowo do 2012. Jest autorką, współautorką i redaktorem łącznie ponad stu publikacji naukowych i dydaktycznych cytowanych zarówno przez autorów polskich, jak i zagranicznych. Wyniki swojej pracy naukowo-badawczej od lat prezentuje na krajowych i międzynarodowych konferencjach naukowych oraz w różnego typu formach kształcenia i doskonalenia zawodowego nauczycieli języków obcych w kraju i zagranicą. Jej zainteresowania pozanaukowe to literatura, muzyka, sport, podróże po świecie.

## Zainteresowania naukowo-badawcze
Zainteresowania naukowe prof. Zawadzkiej-Bartnik koncentrują się wokół następujących zagadnień:
- percepcja audialna i produkcja w języku ojczystym[5][6]
- problematyka błędów w języku obcym[6]
- wpływ uwarunkowań kulturowych na komunikację, na zachowania językowe i pozajęzykowe z uwzględnieniem funkcjonowania stereotypów i uprzedzeń[7]
- międzykulturowość i kształcenie kompetencji interkulturowej[6]
- przemiany edukacji i kształcenie nauczycieli w nowej rzeczywistości polityczno-społecznej po roku 1989[7]
- realizacja reformy edukacji w nauczaniu języków obcych[7]
- przygotowanie czynnych zawodowo nauczycieli do pracy w nowych warunkach wynikających ze zmiany filozofii kształcenia, dostosowanej do standardów europejskich, i możliwości realizacji tzw. europejskiego wymiaru edukacji[6][7]
- problemy integracji społecznej w kontekście uczenia się i nauczania języków obcych (nauczanie osób niepełnosprawnych i z różnego typu deficytami)[8]
- innowacje w nauczaniu języka obcego[9]

## Uzyskane stopnie i tytuły naukowe
- 1966 – uzyskanie tytułu magistra w Katedrze Filologii Germańskiej na Wydziale Filologicznym Uniwersytetu Warszawskiego na podstawie pracy magisterskiej o wczesnej liryce filozoficznej Friedricha Schillera („Frühe Gedankenlyrik von Friedrich Schiller”) napisanej pod kierunkiem prof. dr. hab. Emila Adlera[3]
- 1975 – nadanie tytułu doktora nauk humanistycznych na podstawie rozprawy pt. „Rola ćwiczeń wdrażających w procesie przyswajania planu semantycznego języka obcego” przygotowanej pod kierunkiem prof. dr hab. Aleksandra Szulca[3][1]
- 1985 – nadanie tytułu doktora habilitowanego na podstawie monografii pt. „Percepcja audialna w kształceniu nauczycieli języków obcych”[3][1][5]
- 1991 – mianowanie na stanowisko profesora nadzwyczajnego Uniwersytetu Warszawskiego[1][3]
- 2004 – uzyskanie tytułu profesora zwyczajnego nauk humanistycznych[3]

## Nagrody i odznaczenia
- 1987 – Złoty Krzyż Zasługi[3]
- 2000 – Medal Komisji Edukacji Narodowej[3]
- 2002 – honorowy członek Polskiego Stowarzyszenia Nauczycieli Języka Niemieckiego[10][11]
- 2003 – Medal Polskiego Towarzystwa Neofilologicznego im. Profesora Ludwika Zabrockiego nadawanym przez kapitułę PTN[12][13][14]
- Wielokrotnie otrzymała Nagrody Rektora Uniwersytetu Warszawskiego[3].

## Członkostwo w towarzystwach naukowych
- Założycielka i Członek Polskiego Stowarzyszenia Nauczycieli Języka Niemieckiego (PSNJN)[10]
- Wieloletnia Wiceprzewodnicząca Polskiego Towarzystwa Neofilologicznego i Członek Zarządu Głównego Polskiego Towarzystwa Neofilologicznego[14][2]
- Członek Komitetu Redakcyjnego czasopisma „Języki Obce w Szkole” (1987–2000)[3]
- Członek Rady Redakcyjnej czasopisma Polskiego Towarzystwa Neofilologicznego „Neofilolog” (1999–2009)[14]
- Członek Stowarzyszenia Germanistów Polskich[3]
- Członek Deutsche Gesellschaft für Fremdsprachenforschung (Niemieckie Stowarzyszenie Badań nad Językami Obcymi)[3]

## Działalność administracyjno-organizacyjna
- 1979-1990 – Kierownik Zakładu Metodyki Nauczania Języka Niemieckiego w Instytucie Germanistyki Uniwersytetu Warszawskiego (UW)[4][3]
- 1981 – Zastępca Dyrektora Instytutu Germanistyki UW[3]
- 1987-1991 – Przewodnicząca Zespołu Kierunkowego Języków Zachodnioeuropejskich przy Centralnym Ośrodku Metodycznym Studiów Nauczycielskich WSP w Krakowie[3]
- 1990-1992 – Członek Komisji Ekspertów ds. Języków Obcych przy Ministrze Edukacji Narodowej – Koordynator ds. programów i współpracy z zagranicą Nauczycielskich Kolegiów Języka Niemieckiego w Polsce, współautorka programu ramowego i autorka programów szczegółowych[3][1]
- 1990-1996 – Dyrektor Nauczycielskiego Kolegium Języka Niemieckiego w Uniwersytecie Warszawskim[3][1]
- 1991-2012 – Opieka naukowa nad Nauczycielskim Kolegium Języków Obcych w Ciechanowie oraz członek jego Rady Programowej[3]
- 1993-1997 – Przewodnicząca Zarządu Głównego Polskiego Stowarzyszenia Nauczycieli Języka Niemieckiego[10][3]
- 1994-2005 – Przewodnicząca Senackiej Komisji Oceniającej Nauczycieli Akademickich poza Wydziałami[1][3]
- 1994-2008 – Przewodnicząca Komisji Oceniającej Nauczycieli Akademickich na Wydziale Neofilologii UW[3]
- 1994-2012 – Członek Komisji Oceniającej Nauczycieli Akademickich na Wydziale Neofilologii UW[3]
- 1997 – Członek Rady ds. Kształcenia Nauczycieli przy Ministrze Edukacji Narodowej, która zajmowała się przygotowaniem reformy kształcenia nauczycieli[3]
- 1998 – Członek Rady Naukowej Centrum Nauczycielskich Kolegiów Języków Obcych UW[3]
- 1998-2002 – Założycielka i pracownik Katedry Germanistyki w Instytucie Pedagogiki na Wydziale Nauk Społeczno-Filologicznych Wyższej Szkoły Pedagogicznej Towarzystwa Wiedzy Powszechnej w Warszawie[3]
- 1999-2002 – Członek Senackiej Komisji ds. Studenckich, Dydaktyki i Wychowania[15][3]
- 2002-2005 – Założycielka i Kierownik Katedry Germanistyki w Wyższej Szkole Finansów i Zarządzania w Białymstoku[2][3]
- 2003-2012 – Kierownik Zakładu Metodyki Nauczania Języka Niemieckiego/Glottodydaktyki Instytutu Germanistyki UW[3][1][4]

## Spis publikacji od 1971-2018

### Monografie[6]
- Fazy procesu przyswajania języka obcego, Warszawa: PWN, 1979 [współautor: Tadeusz Woźnicki]. Wyd. 2 – 1981 [skrypt dla studentów neofilologii]. 91 s.
- Percepcja audialna w kształceniu nauczycieli języków obcych, Warszawa: PWN, 1987.192 s.[6][5]
- Mach’ s gut! Słowniczek tematyczny języka niemieckiego, Warszawa: WSiP, 1989. 271 s. Wyd. 2 – 1991.
- Nauczyciele języków obcych w dobie przemian, Kraków: „Impuls”, 2004. 342 s.[7]
- Nauczyciel języków obcych i jego niepełnosprawni uczniowie (z zaburzeniami i dysfunkcjami), Kraków: Oficyna Wydawnicza „Impuls”, 2010. 276 s.[8]

### Artykuły naukowe[6]
- Kilka problemów związanych z metodyką pracy w laboratorium językowym, [w:] Języki Obce w Szkole 1971, nr 1, s. 36–43.
- Psychologiczno-dydaktyczny aspekt transferu językowego, [w:] Języki Obce w Szkole 1972, nr 2, s. 97–102.
- Problemy wprowadzania obrazu graficznego w początkowym nauczaniu języka obcego, [w:] Języki Obce w Szkole 1980, nr 1, s. 12–16.
- Praca domowa i jej formy w nauczaniu języków obcych, [w:] Efektywność nauczania języków obcych na kursach pozaszkolnych /red. Marian Szczodrowski, Szczecin: Towarzystwo Wiedzy Powszechnej, 1980, s. 105–119.
- Zum Problem der auditiven Perzeption: die Rolle des sprachlichen Gehörs in der Ausbildung der Lehrerstudenten, [w:] Lehrer und Lernende im Deutschunterricht: Kongreßbericht der VI. Internationalen Deutschlehrertagung am 4. – 8. August in Nürnberg /red. Heidrun Brückner, Berlin/München: Langenscheidt KG, 1981, s. 381–384.
- Zu einigen methodischen Problemen des verstehenden Hörens im Fremdsprachenunterricht, [w:] Kwartalnik Neofilologiczny 1981, z. 2, s. 225–235.
- Ausgewählte psycholinguistische Faktoren des fremdsprachlichen Hörverstehens und ihre Auswirkung auf die didaktische Praxis, [w:] Deutsch als Fremdsprache, Leipzig, 1983, z. 1, s. 14–19.
- Mówienie i słuchanie w języku obcym: próba analizy psycholingwistycznej, [w:] Lingwistyka, glottodydaktyka, translatoryka: materiały z VIII Sympozjum zorganizowanego przez Instytut Lingwistyki Stosowanej UW Jadwisin, 5 – 7 listopada 1982 r. /red. Franciszek Grucza, Warszawa: Wydawnictwa Uniwersytetu Warszawskiego, 1985, s. 189–196.
- Psycholinguistische Probleme der Selbstkontrolle in der Fremdsprache, [w:] Zielsprache Deutsch, München 1986, nr 2, s. 24–32.
- Uwarunkowania nauczania języków obcych w szkole podstawowej – wybrane problemy psychologiczne, [w:] Języki Obce w Szkole 1986, nr 1, s. 51–57.
- Uwarunkowania nauczania języków obcych w szkole podstawowej – wybrane problemy psychologiczne, [w:] Języki Obce w Szkole 1986, nr 1, s. 51–57.
- Fehler und Fehlerkorrektur vom Standpunkt des nichtmuttersprachlichen Fremdsprachenlehrers, [w:] Acta Philologica 1987, z. 17, s. 129–142.
- Zdolności muzyczne a uczenie się języków obcych, [w:] Język Obce w Szkole 1987, nr 3, s. 209–214.
- Poprawianie błędów w mówieniu: uwagi uczniów i nauczycieli, [w:] Języki Obce w Szkole 1987, nr 5, s. 443–446.
- Wybrane problemy percepcji wykładu w języku obcym, [w:] Przegląd Glottodydaktyczny 1987, t. 9, s. 35–46.
- Autokontrola jako forma efektywizacji językowego kształcenia nauczycieli języków obcych, [w:] Problemy kształcenia nauczycieli języków obcych: materiały z XI Ogólnopolskiego Sympozjum zorganizowanego przez Instytut Lingwistyki Stosowanej UW w Jaszowcu, 7 – 10 listopada 1985 /red. Franciszek Grucza, Warszawa: Wydawnictwa Uniwersytetu Warszawskiego 1988, s. 123–131.
- Auditive Fehleridentifizierung unter psycholinguistischem Aspekt, [w:] Deutsch als Fremdsprache 1988, nr 4, s. 218–223.
- Die Neuropsychologie und der Sprach- bzw. Fremdsprachengebrauch, [w:] Glottodidactica 1988, t. 19, s. 41–52.
- Fehler- und Korrekturproblematik: Bemerkungen eines nichtmuttersprachlichen Fremdsprachenlehrers, [w:] Die Neueren Sprachen 1989, z. 3, s. 235–246.
- Zum Problem der auditiven Determiniertheit der Lehrerarbeit und zur Erhöhung der Perzeptionsleistung des Fremdsprachenlehrers, [w:] Jahrbuch Deutsch als Fremdsprache 1988, t. 14, s. 405–417.
- Zu einigen Annahmen über die Sprachgenerierung und zu ihrer fremd-sprachendidaktischen Relevanz, [w:] Linguistische und psychologisch orientierte Forschungen zum Fremdsprachenunterricht: Dokumentation eines deutsch-polnischen Kolloquiums [= Manuskripte zur Sprachlehrforschung, t. 29] /red. Frank G. Königs, Aleksander Szulc, Bochum: Universitätsverlag Dr. N. Brockmeyer, 1989, s. 21–33.
- Zu einigen Problemen der sprachlich-kommunikativen Kompetenz, [w:] Skamandros – Dialog II. Begleitheft zum Germanistischen Jahrbuch der DDR und der Republik Polen 1989, s. 13–26.
- Problemy i paradoksy kształcenia nauczycieli na studiach neofilologii, [w:] Problemy przygotowania do zawodu przyszłych nauczycieli języków obcych w toku kształcenia na poziomie akademickim: materiały z ogólnopolskiej konferencji naukowej Kraków 3 – 6 marca 1988, Kraków 18 – 20 kwietnia 1989 [= Materiały i Sprawozdania, z. 21 /red. Elżbieta Zawadzka, przy współpracy Marii Lipskiej, Centralny Ośrodek Metodyczny Studiów Nauczycielskich Wyższej Szkoły Pedagogicznej im. Komisji Edukacji Narodowej w Krakowie], Kraków 1990, s. 8–16.
- Fremdsprachendidaktische Relevanz einiger Annahmen über die Sprachgenerierung, [w:] forum ANGEWANDTE LINGUISTIK, t. 18: Sprache und Politik. Kongreßbeiträge zur 19. Jahrestagung der Gesellschaft für Angewandte Linguistik /red. Bernd Spillner, Verlag Peter Lang: Frankfurt am Main/Bern/New York/Paris, 1990, s. 256–257.
- Sind native speakers der Sprachproduktion von Lernern gegenüber wirklich tolerant?, [w:] Neusprachliche Mitteilungen 1991, z. 2, s. 84–87.
- Kompetencja kulturowa a glottodydaktyka, [w:] Język, kultura – kompetencja kulturowa: materiały z XII Sympozjum zorganizowanego przez Instytut Lingwistyki Stosowanej UW, Zaborów, 5 – 8 listopada 1987 r. /red. Franciszek Grucza, Warszawa: Wydawnictwa Uniwersytetu Warszawskiego, 1992, s. 97–107.
- Wybrane problemy komunikacji szkolnej, [w:] Modele komunikacji międzyludzkiej: materiały z XV sympozjum zorganizowanego przez Instytut Lingwistyki Stosowanej UW, Łąck 26 – 28 kwietnia 1989 r. /red. Waldemar Woźniakowski, Warszawa: Wydawnictwa Uniwersytetu Warszawskiego, 1992, s. 49–55.
- Możliwości efektywizacji procesu uczenia się języków obcych, [w:] Polska w zjednoczonej Europie: nauczanie języków obcych /red. Halina Maleńczyk, Lublin: UMCS, 1993, s. 19–25.
- Problemy i paradoksy komunikacji w klasie, [w:] Neofilolog 1993, nr 6, s. 17–24.
- Zu einigen Schwächen in der Lexikbehandlung im Fremdsprachenunterricht, [w:] Glottodidactica 1993, t. 21, s. 73–84.
- Kilka uwag o komunikacji interkulturowej, [w:] Neofilolog 1995, nr10, s. 6–11.
- Stereotypy i uprzedzenia a nauczanie języków obcych, [w:] Problemy komunikacji interkulturowej: Jedna Europa – wiele języków i wiele kultur: materiały z XIX Ogólnopolskiego Sympozjum Instytutu Lingwistyki Stosowanej UW i Polskiego Towarzystwa Lingwistyki Stosowanej, Warszawa-Bemowo 17 – 19 lutego 1994 r. /red. Franciszek Grucza, Krystyna Chomicz-Jung, Warszawa: Wydawnictwa Uniwersytetu Warszawskiego, 1996, s. 41–47.
- Działania innowacyjne a kształcenie nauczycieli języków obcych, [w:] Neofilolog 1996, nr 13, s. 23–30.
- Kognitywna interpretacja wiedzy językowej i jej glottodydaktyczne implikacje, [w:] Podejście kognitywne w lingwistyce, translatoryce i glottodydaktyce: materiały z XX Sympozjum zorganizowanego przez Instytut Lingwistyki Stosowanej UW i Polskie Towarzystwo Lingwistyki Stosowanej, Grzegorzewice 12 – 14 stycznia 1996 r. /red. Franciszek Grucza, Maria Dakowska, Warszawa: Wydawnictwa Uniwersytetu Warszawskiego, 1997, s. 119–125.
- Stereotype und Vorurteile im Fremdsprachenunterricht – sollte man sie bekämpfen, akzeptieren oder relativieren?, [w:] Glottodidactica 1997 (1998), t. 25, s. 121–133.
- Zu interkulturellen Aspekten des Fus [Fremdsprachenunterrichts], [w:] Neofilolog 1997, nr 15, s. 10–17.
- Deutschunterricht, Lehreraus- und Fortbildung in Polen, [w:] Deutsch und Auslandsgermanistik in Mitteleuropa: Geschichte – Stand – Ausblicke: Dokumentation einer internationalen Konferenz 10. – 12. Oktober 1996, Warszawa /red. Franciszek Grucza przy współpracy Tadeusza Namowicza, Józefa Wiktorowicza, Lecha Kolago, Warszawa: Graf-Punkt, 1998, s. 473–484.
- Wandlungen der Edukation und die Ausbildung von Fremdsprachenlehrern, [w:] Glottodidactica 1998, t. 26: Festschrift für Professor Waldemar Pfeiffer zum 60. Geburtstag, s. 295–307.
- Zu einigen neuen Aspekten der Fremdsprachenlehrerausbildung, [w:] Kwartalnik Neofilologiczny 1998, z.1 – 2, s. 13–20.
- Przemiany edukacyjne a kształcenie nauczycieli języków obcych, [w:] Neofilolog 1998, nr 17, s. 6–15.
- Wyzwania współczesności a języki obce, [w:] Język trzeciego tysiąclecia: zbiór referatów z konferencji Kraków, 2 – 4 marca 2000 /red. Grzegorz Szpila, Kraków: Krakowskie Towarzystwo Popularyzowania Wiedzy o Komunikacji Językowej „Tertium”, 2000, s. 69–78.
- Glottodydaktyczne aspekty interkulturowości, [w:] Problemy komunikacji interkulturowej: lingwistyka, translatoryka, glottodydaktyka /red. Barbara Z. Kielar i in., Warszawa: Graf-Punkt, 2000, s. 451–465.
- Języki obce w dobie przemian polityczno-społecznych: rzeczywistość i potrzeby, [w:] Neofilolog 2000, nr 19, s. 6–15.
- Germanistikstudien und der politisch gesellschaftliche Wandel in Polen, [w:] Tausend Jahre deutsch-polnischer Beziehungen: Sprache – Literatur – Kultur – Politik: Materialien des Millennium-Kongresses 5. – 8. April 2000, Warszawa /red. Franciszek Grucza, Warszawa: Graf-Punkt, 2001, s. 775–784.
- Zintegrowana edukacja pedagogiczna przyszłych nauczycieli języków obcych warunkiem zmian w polskim systemie szkolnictwa, [w:] Unifikacja czy tożsamość edukacyjna w kształceniu pedagogicznym nauczycieli u progu zjednoczenia z Europą /red. Ryszard Parzęcki, Iwona Maria Strachanowska, Bydgoszcz: Wydawnictwo „BORA”, 2001, s. 197–202.
- Teoria a praktyka w kształceniu nauczycieli języków obcych, [w:] Prace Naukowe Wyższej Szkoły Pedagogicznej w Częstochowie. Studia Neofilologiczne 2001, z. 2, s. 187–194.
- Hochschulausbildung und Germanistikstudium in Polen im Lichte politisch-gesellschaftlicher Wandlungen, [w:] Studia Niemcoznawcze/Studien zur Deutschkunde 2001, t. 21, s. 603–616.
- Europejski wymiar edukacji w polskich kontekstach, [w:] European year of languages 2001: proceedings of the 3rd CER-FIPLV conference 26 – 28 September 2001, Poznań, Poland /red. Teresa Siek-Piskozub, Poznań: UAM: „Motivex”, 2002, s. 55–64.
- Kulturowe uwarunkowania wybranych zachowań językowych i pozajęzykowych w biznesie, [w:] Język trzeciego tysiąclecia II: zbiór referatów z konferencji, Kraków, 28 lutego – 2 marca 2002, t. 1: Nowe oblicza komunikacji we współczesnej polszczyźnie /red. Grzegorz Szpila, Kraków: Krakowskie Towarzystwo Popularyzowania Wiedzy o Komunikacji Językowej, 2002, s. 211–218.
- Pädagogische Aspekte der europäischen Integration aus polnischer Perspektive, [w:] Studia Niemcoznawcze/Studien zur Deutschkunde 2002, t. 23, s. 561–577.
- Problem integracji w nauczaniu języków obcych, [w:] Europejczycy. Czasopismo dla młodych nauczycieli akademickich 2003, nr 5, s. 64–75.
- Humanistische Ideen in der Ausbildung, [w:] Kwartalnik Neofilologiczny 2003, z. 1-2, s. 305–313.
- Selbstbilder und Fremdbilder – nur ein fremdsprachendidaktisches Problem?, [w:] Sprachen lehren, Sprachen lernen: Festschrift für Professor Halina Stasiak zum 70. Geburtstag = Nauczanie i uczenie się języków obcych: prace ofiarowane profesor Halinie Stasiak w 70. rocznicę urodzin / red. Camilla Badstübner-Kizik, Renata Rozalowska-Żądło, Anna Uniszewska Gdańsk: Wydawnictwo Uniwersytetu Gdańskiego, 2004, s. 331–345.
- Nonverbales Verhalten in der Lehrerarbeit, [w:] Werte und Wertungen: Sprach-, literatur- und kulturwissenschaftliche Skizzen und Stellungnahmen: Festschrift für Eugeniusz Tomiczek zum 60. Geburtstag / red. Iwona Bartoszewicz, Marek Hałub, Alina Jurasz, Wrocław: Oficyna Wydawnicza ATUT – Wrocławskie Wydawnictwo Oświatowe, 2004, s. 305–311.
- Geschichte der Deutschlehrbücher in Polen, [w:] Hallo Deutschlehrer! Zeitschrift des polnischen Deutschlehrerverbandes /Polskie Stowarzyszenie Nauczycieli Języka Niemieckiego 2004, nr 20, s. 4–9.
- Integracja w nauczaniu języków obcych: zarys problematyki, [w:] Neofilolog 2004, nr 24, s. 6–13.
- Reforma edukacji i jej realizacja: konsekwencje dla uczenia się i nauczania języków obcych, [w:] Prace Naukowe WSP w Częstochowie. Studia Neofilologlogiczne 2004, z. 4, s. 9–18.
- Fremdsprachendidaktische Konsequenzen unterschiedlicher Interpretationen des Begriffs „Kommunikative Kompetenz” (KK), [w:] Studia Niemcoznawcze/Studien zur Deutschkunde 2004, t. 28, s. 825–832.
- Nauczyciel języków obcych jako wychowawca, [w:] Nauka języków obcych w dobie integracji europejskiej /red. Katarzyna Karpińska-Szaj, Łask: Oficyna Wydawnicza Leksem, 2005, s. 157–168.
- Polnische Lehrwerke für Deutsch als Fremdsprache: ein geschichtlicher Überblick, [w:] Studia Niemcoznawcze/Studien zur Deutschkunde 2005, t. 29, s. 613–633.
- Stare i nowe problemy ewaluacji, [w:] Dydaktyka języków obcych na początku XXI wieku /red. Maria Jodłowiec, Anna Niżegorodcew, Kraków: Wydawnictwo Uniwersytetu Jagiellońskiego, 2007, s. 155–166.
- Wybrane aspekty edukacji kulturalnej młodzieży, [w:] Kultura – literatura – język: prace ofiarowane Profesorowi Lechowi Kolago w 65 rocznicę urodzin = Literatur – Kultur – Sprache: Festschrift für Herrn Prof. Lech Kolago zum 65. Geburtstag, /red. Katarzyna Grzywka i in. Warszawa: Instytut Germanistyki Uniwersytetu Warszawskiego, 2007, s. 819–827.
- Świat mediów elektronicznych: czy zawsze nam przyjazny?, [w:] Studia Niemcoznawcze/Studien zur Deutschkunde 2007, t. 35, s. 431–443.
- Mity i rzeczywistość w zawodzie nauczyciela języka obcego, [w:] Uniwersytet Warszawski. Pismo Uczelni 2007, nr 4, s. 38–39.
- Problem zaniku motywacji w pracy nauczyciela, [w:] Nowe spojrzenia na motywację w dydaktyce języków obcych. T. 1 [= Philologica Wratislaviensia: Acta et Studia, vol. 2.1, Wydawnictwo Wyższej Szkoły Filologicznej] /red. Anna Michońska-Stadnik, Zdzisław Wąsik, Wrocław 2008, s. 249–262.
- Tabu jako problem glottodydaktyczny, [w:] Vom Wort zum Text. Studien zur deutschen Sprache und Kultur: Festschrift für Professor Józef Wiktorowicz zum 65. Geburtstag /red. Waldemar Czachur, Marta Czyżewska, Warszawa: Instytut Germanistyki Uniwersytetu Warszawskiego, 2008, s. 611–620.
- Nauczyciel języków obcych wobec problemu niepełnosprawnych uczniów, [w:] Nauczyciel języków obcych dziś i jutro /red. Mirosław Pawlak, Anna Mystkowska-Wiertelak, Agnieszka Pietrzykowska, Poznań: Uniwersytet im. Adama Mickiewicza /Kalisz: Wydział Pedagogiczno-Artystyczny UAM, 2009, s. 393–405.
- Różnorodność cechą współczesnego świata, [w:] Neofilolog 2011, nr 36, s. 9–18.
- Refleksja w zawodzie nauczyciela – założenia a realne możliwości realizacji, [w:] Neofilolog 2014, nr 43/1, s. 7–24.
- Czego powinniśmy uczyć a czego uczymy – rozważania o edukacyjnych złudzeniach, [w:] Neofilolog 2015, nr 44/2, s. 139–154.
- Moda, chwyt reklamowy czy konieczność? – rozważania o istocie działań innowacyjnych w edukacji, [w:] Neofilolog 2018, nr 50/2, s. 181–195.

### Podręczniki do nauki języka niemieckiego, poradniki metodyczne, programy nauczania, słowniki[6]
- Opracowanie adaptacji polskiej i komentarz metodyczny do: Deutsch konkret 1 podręcznik dla młodzieży: Poradnik metodyczny, Neuner Gerhard i in.: / […], Berlin: Langenscheidt /Warszawa: „BGW” 1991. 107s.
- Deutsch konkret 1: Słowniczek niemiecko-polski, Warszawa: „BGW”, 1991. 50 s.
- Opracowanie adaptacji polskiej i komentarz metodyczny do: Deutsch konkret 2 podręcznik dla młodzieży: Poradnik metodyczny, Neuner Gerhard i in:/. […], Berlin: Langenscheidt /Warszawa: „BGW”, 1992. 114 s.
- Deutsch konkret 2: Słowniczek niemiecko-polski, Warszawa: „BGW”, 1992. 45 s.
- Deutsch konkret 3: Słowniczek niemiecko-polski, Warszawa: „BGW”, 1993. 49 s.
- Opracowanie adaptacji polskiej i komentarz metodyczny do: Deutsch aktiv Neu 1 A ein Lehrwerk für Erwachsene: Poradnik metodyczny, Neuner, Gerhard i in.: Berlin: Langenscheidt /Warszawa:Warszawski Dom Wydawniczy 1992. 176s.
- Deutsch aktiv Neu 1 A: Słowniczek niemiecko-polski, Warszawa: Warszawski Dom Wydawniczy, 1993. 63 s.
- Opracowanie adaptacji polskiej i komentarz metodyczny do: Deutsch aktiv Neu 1 B ein Lehrwerk für Erwachsene: Poradnik metodyczny, Neuner Gerhard i in.: Berlin: Langenscheidt /Warszawa: Warszawski Dom Wydawniczy, 1993. 152 s.
- Deutsch aktiv Neu 1 B: Słowniczek niemiecko-polski, Warszawa: Warszawski Dom Wydawniczy, 1993. 76 s.
- Opracowanie adaptacji polskiej i komentarz do: Deutsch aktiv Neu 1C: ein Lehrwerk für Erwachsene: Poradnik metodyczny, Neuner Gerhard i in.: Berlin: Langenscheidt /Warszawa: Warszawski Dom Wydawniczy, 1994. 67 s.
- Deutsch aktiv Neu 1 C: Słowniczek niemiecko-polski, Warszawa: Warszawski Dom Wydawniczy, 1993. 70 s.
- Opracowanie wraz z Haliną Maleńczyk, Grażyną Urszulą Stachowicz adaptacji.polskiej Sowieso 1:Deutsch als Fremdsprache für Jugendliche: Poradnik metodyczny dla nauczycieli, Funk, Hermann i in. Tekst własny s. 3–20, Berlin: Langenscheidt /Warszawa: „REA”, 1995. 180s.
- Sowieso 1: Słowniczek niemiecko-polski do podręcznika i książki ćwiczeń, Warszawa: „REA”, 1995. 96 s.
- Opracowanie wraz z Haliną Maleńczyk i Grażyną Urszulą Stachowicz adaptacji polskiej Sowieso 2:Deutsch als Fremdsprache für Jugendliche; Poradnik metodyczny dla nauczycieli, Funk, Hermann i in. Tekst własny s. 3–18, Berlin: Langenscheidt /Warszawa: „REA”, 1996. 176 s.
- Sowieso 2: Słowniczek niemiecko-polski do podręcznika i książki ćwiczeń, Warszawa: „REA”, 1996. 111 s.
- Konsultacja naukowa Sowieso 1 Książka ćwiczeń. Adaptacja polska Halina Maleńczyk-Boguszewska, Grazyna Urszula Stachowicz. Berlin: Langenscheidt /Warszawa: „REA”, 1996. 143 s.
- Konsultacja naukowa Sowieso 2 Książka ćwiczeń. Adaptacja polska Halina Maleńczyk-Boguszewska, Grazyna Urszula Stachowicz. Berlin: Langenscheidt /Warszawa: „REA”, 1996. 136 s.
- Konsultacja naukowa Sowieso 3 Książka ćwiczeń. Adaptacja polska Halina Maleńczyk-Boguszewska, Grazyna Urszula Stachowicz. Berlin: Langenscheidt /Warszawa: „REA”, 1997. 143 s.
- Sowieso 3: Słowniczek niemiecko-polski do podręcznika i książki ćwiczeń, Warszawa: „REA”, 1998. 140 s.
- Program nauczania języka niemieckiego [dla gimnazjum]: kontynuacja nauki / […], Warszawa: „REA”, 1999. 26 s.
- Opracowanie adaptacji polskiej i komentarz metodyczny do: Deutsch aktiv Neu 1 A ein Lehrwerk für Erwachsene: Poradnik metodyczny, Neuner Gerhard i in.: Berlin: Langenscheidt /Warszawa: „REA”, 1997 – wydanie zmienione –
- Deutsch aktiv Neu 1 A: Słowniczek niemiecko-polski, Warszawa: „REA”, 1999.118 s. – wydanie zmienione –
- Deutsch aktiv Neu 1 B: Słowniczek niemiecko-polski, Warszawa: „REA”, 1999.139 s. – wydanie zmienione –
- Deutsch aktiv Neu 1 C: Słowniczek niemiecko-polski, Warszawa: „REA”, 1999.139 s. – wydanie zmienione –
- Redakcja naukowa: Fantastisch!: język niemiecki dla gimnazjum: Lehrbuch 1: Beata Karpeta-Peć, Janusz Peć, Przemysław Wolski: Warszawa: „REA”, 2002, 180 s. Arbeitsbuch 1 Warszawa: „REA”, 2002. 157 s.
- Redakcja naukowa i współautorstwo (tekst własny s. 30–66) z: Beata Karpeta-Peć, Janusz Peć, Przemysław Wolski: Fantastisch!: Poradnik metodyczny dla nauczyciela: 1 klasa gimnazjum, Warszawa: „REA”, 2002. 143 s.
- Redakcja naukowa: Fantastisch!: język niemiecki dla gimnazjum: Lehrbuch 2, Beata Karpeta-Peć, Janusz Peć, Przemysław Wolski, Warszawa: „REA”, 2003. 171 s. Arbeitsbuch 2 Warszawa: „REA”, 2002. 159 s.
- Redakcja naukowa: Fantastisch!: Poradnik metodyczny dla nauczyciela: 2 klasa gimnazjum, Beata Karpeta-Peć, Janusz Peć, Przemysław Wolski:, Warszawa: „REA”, 2003. 117 s..
- Redakcja naukowa: Fantastisch!: język niemiecki dla gimnazjum: Lehrbuch 3, Beata Karpeta-Peć, Janusz Peć, Przemysław Wolski, Warszawa: „REA”, 2004, 136 s. Arbeitsbuch 3 Warszawa: „REA”, 2004,117s.
- Redakcja naukowa: Fantastisch!: Testy 1. Język niemiecki dla gimnazjum, Beata Karpeta-Peć,/Janusz Peć, Warszawa: „REA”, 2003. 49 s.
- Redakcja naukowa: Fantastisch!: Deutsch im Gymnasium: Portfolio, Beata Karpeta-Peć /Janusz Peć /Przemysław Wolski, Warszawa: „REA”, 2003, 50 s.
- Redakcja naukowa: Fantastisch!: Poradnik metodyczny dla nauczyciela: 3 klasa gimnazjum, Beata Karpeta-Peć /Janusz Peć /Przemysław Wolski: Warszawa „REA”, 2004. 136 s.